# Dobrodružství tří Rusů a tří Angličanů
Dobrodružství tří Rusů a tří Angličanů v jižní Africe (1872, Aventures de trois Russes et de trois Anglais dans l'Afrique australe) je dobrodružný román francouzského spisovatele Julesa Verna z jeho cyklu Podivuhodné cesty (Les Voyages extraordinaires).

## Obsah románu
Příběh knihy se odehrává v roce 1854, kdy skupina zeměměřičů, tvořená třemi anglickými a třemi ruskými vynikajícími astronomy, hodlá na jihu Afriky v poušti Kalahari provádět měření pro zpřesnění definice metru, což Vernovi poskytlo možnost seznámit čtenáře s mnoha geografickými a geodetickými informacemi. Zprvu probíhá spolupráce mezi dvěma národními skupinkami vědců dobře Pak ale nastanou třenice o to, čí metoda práce je lepší, které přerostou v otevřené nepřátelství poté, co vědci dostanou zprávu o vypuknutí Krymské války, ve které se postavila Anglie s Francií na straně Turecka proti Rusku. Obě vědecké skupiny se rozdělí a každá pracuje nadále samostatně, což vede málem ke katastrofě. Rusové jsou totiž přepadeni jedním domorodým kmenem, který je považuje za lovce otroků. Na poslední chvíli jim ale Angličané přispěchají na pomoc a vědecká expedice může být úspěšně dokončena.

## Ilustrace
Knihu Dobrodružství tří Rusů a tří Angličanů ilustroval Jules Férat.

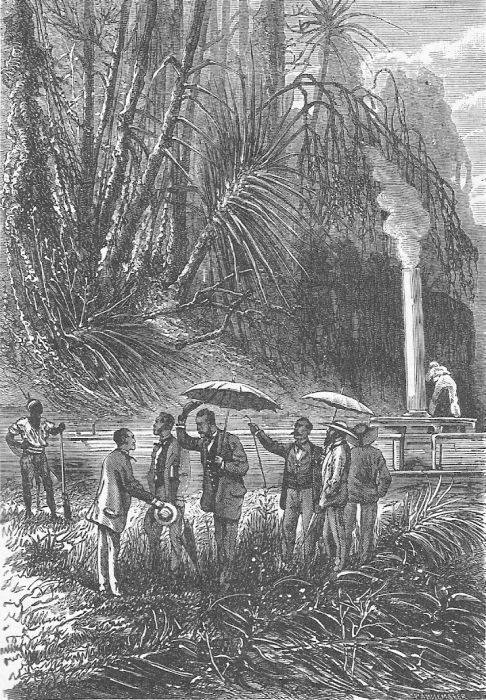
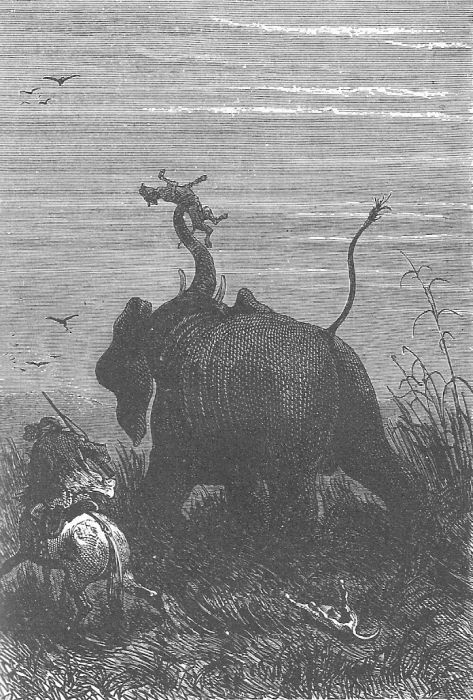
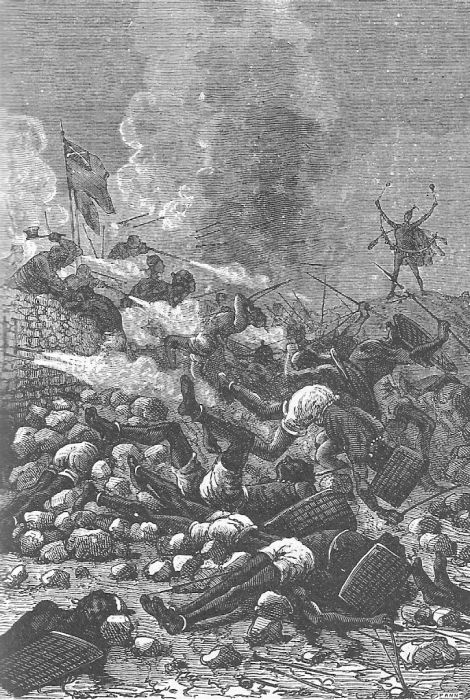
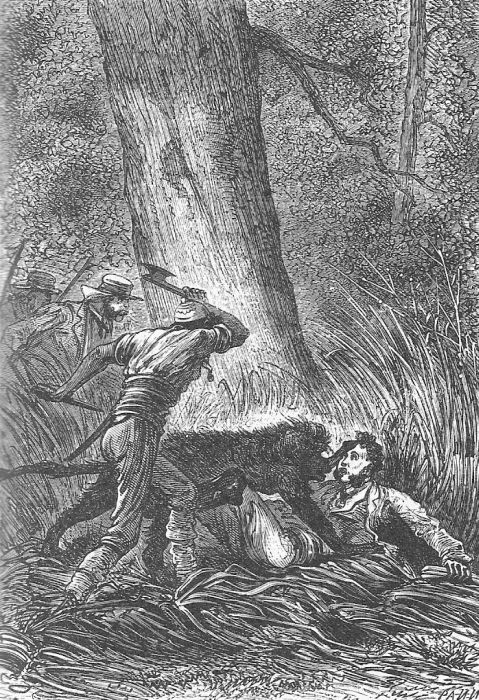

## Česká vydání
- Dobrodružství tří Rusův a tří Angličanův v jižní Africe, Spolek pro vydávání laciných knih českých, Praha 1875, přeložil Jan Čeněk, Dostupné online.
- Dobrodružství tří Rusů a tří Angličanů v Jižní Africe, Josef R. Vilímek, Praha 1900, přeložil B. Klika,
- Dobrodružství tří Rusů a tří Angličanů v Jižní Africe, Eduard Beaufort, Praha 1913, přeložil Vítězslav Unzeitig,
- Dobrodružství tří Rusů a tří Angličanů v Jižní Africe, Josef R. Vilímek, Praha 1928, přeložil B. Klika,
- Dobrodružství v Jižní Africe, Mladá fronta, Praha 1974, volně převyprávěla Milena Čechová, příloha časopisu ABC,
- Dobrodružství tří Rusů a tří Angličanů v Jižní Africe, Návrat, Brno 1994, přeložil B. Klika, znovu 2002.
- Dobrodružství tří Rusů a tří Angličanů v Jižní Africe, Nakladatelství Josef Vybíral, Žalkovice 2014, přeložil B. Klika.
- Dobrodružství tří Rusů a tří Angličanů v Jižní Africe, Omega, Praha 2020, přeložil B. Klika.